# Episcothamnus
Episcothamnus é um género botânico pertencente à família Asteraceae.